# Allò era vida!
Allò era vida! (títol original en francès, Ah, c'était ça la vie) és una minisèrie de televisió francesa del 2009 dirigida per Franck Apprederis. S'ha doblat al català.

## Repartiment
- Déborah François: Julie
- Raphaël Personnaz: François de Reuilly-Nonancourt
- Julie Judd: Laurence de Reuilly-Nonancourt
- Manu Fullola: Eduardo
- Arnaud Apprederis: Jean Silberstein
- Laura Mañá: Neus Razola
- Claude Brasseur: coronel comte de Reuilly-Nonancourt
- Ludmila Mikaël: Madame de Reuilly-Nonancourt
- Anne Canovas: Myriam Siberstein